# باول براون (لاعب هوكي جليد)
باول براون هو لاعب هوكي جليد كندي، ولد في 21 يوليو 1984 في إدمونتون في كندا.

## وصلات خارجية
- باول براون على موقع دوري الهوكي الوطني (الإنجليزية)
- باول براون على موقع EliteProspects.com (الإنجليزية)
- باول براون على موقع HockeyDB.com (الإنجليزية)